# Bjørnli
Bjørnli är en tidigare tätort i Orklands kommun i Trøndelag fylke i mellersta Norge. Orten ligger vid fylkesväg 6498, mellan fylkesväg 65 och fylkesväg 700, väster om Løkken Verk.
Sedan 2013 räknas bebyggelsen i orten som en del av tätorten Løkken Verk.
Tidigare har orten tillhört dåvarande Meldals kommun.